# Haut-Vivarais

Le Haut-Vivarais est une région montagneuse de France située à l'est du Massif central et dans le département de l'Ardèche. Elle fait partie des monts du Vivarais. Cette région est aussi appelée Haute Ardèche, Ardèche Verte.

## Géographie

### Situation géographique
Le Haut-Vivarais est situé dans le département de l'Ardèche, département qui correspond à l'ancienne province du Vivarais. Il est bordé au sud par le massif des Boutières, au nord par le massif du Pilat, à l'ouest par les monts du Velay et à l'est par la vallée du Rhône.

### Topographie
La région est une juxtaposition de petits plateaux d'altitude moyenne, séparés par des vallées encaissées formant des gorges étroites et sauvages.

### Communes
Ardoix, Annonay, Sarras, Satillieu et Roiffieux.

### Climat
Le climat du Haut-Vivarais est comparable à celui du Lyonnais.

## Histoire
Territoire du Saint-Empire romain germanique à compter de 1032, le Haut-Vivarais appartenant au fief du Valentinois et du Diois fut rattaché pleinement au royaume de France sous le règne de Philippe III le Hardi. Le comte Aymar IV qui en est détenteur, lui en rend l'hommage entre le 30 juin et le 3 juillet 1280.

## Économie

### Agriculture
Les plateaux du Haut-Vivarais sont garnis de prairies et de forêts, tandis que les parties moins élevées portent des châtaigniers et des cultures diverses (céréales, légumes, pommes de terre).
La vigne et les arbres fruitiers occupent les vallées et les pentes bien exposées.